# Wilhem Belocian
Wilhem Belocian (Les Abymes, Guadalupe, 22 de junio de 1995) es un deportista francés que compite en atletismo, especialista en las vallas.
Ganó una medalla de plata en el Campeonato Mundial de Atletismo en Pista Cubierta de 2025, una medalla de bronce en el Campeonato Europeo de Atletismo de 2016 y tres medallas en el Campeonato Europeo de Atletismo en Pista Cubierta entre los años 2015 y 2025.

## Palmarés internacional
| Campeonato Mundial en Pista Cubierta | Campeonato Mundial en Pista Cubierta | Campeonato Mundial en Pista Cubierta | Campeonato Mundial en Pista Cubierta |
| Año                                  | Lugar                                | Medalla                              | Prueba                               |
| ------------------------------------ | ------------------------------------ | ------------------------------------ | ------------------------------------ |
| 2025                                 | Nankín (China)                       | Medalla de plata                     | 60 m vallas                          |
| Campeonato Europeo                   |                                      |                                      |                                      |
| Año                                  | Lugar                                | Medalla                              | Prueba                               |
| 2016                                 | Ámsterdam (Países Bajos)             | Medalla de bronce                    | 110 m vallas                         |
| Campeonato Europeo en Pista Cubierta |                                      |                                      |                                      |
| Año                                  | Lugar                                | Medalla                              | Prueba                               |
| 2015                                 | Praga (República Checa)              | Medalla de bronce                    | 60 m vallas                          |
| 2021                                 | Toruń (Polonia)                      | Medalla de oro                       | 60 m vallas                          |
| 2025                                 | Apeldoorn (Países Bajos)             | Medalla de plata                     | 60 m vallas                          |